# 榆树林站
榆树林站是一个锦承线上的铁路车站，位于河北省平泉县榆树林村，建于1935年，目前为五等站，邮政编码为067503。目前客运：办理旅客乘降；不办理行李、包裹托运；不办理货运营业。